# Yoichi Mori
Yoichi Mori (født 1. august 1980) er en tidligere japansk fodboldspiller.
Han har spillet for flere forskellige klubber i sin karriere, herunder Yokohama F. Marinos og Mito HollyHock.